# Buchnera linearis
Buchnera linearis är en snyltrotsväxtart som beskrevs av Robert Brown. Buchnera linearis ingår i släktet Buchnera och familjen snyltrotsväxter. Inga underarter finns listade i Catalogue of Life.